# Verona (Kartoffel)
Verona ist eine früh reifende und vorwiegend festkochende Kartoffelsorte.
Besondere Widerstandskraft zeigt Verona gegen Rhizoctonia, Schwarzbeinigkeit sowie Eisen- und Schwarzfleckigkeit. Sie ist resistent gegen die Pathotypen Ro 1, 4 der Gelben Kartoffelzystennematoden (Globodera rostochiensis) und gegen den Kartoffelkrebs Pathotyp 1.
Sie wächst sehr zügig, und die ovalen Knollen mit hellgelber Fleischfarbe erreichen rasch Schalenfestigkeit. Der Ertrag ist – je nach Standort und Erntejahr – durchschnittlich bis überdurchschnittlich.